# Joey Belterman
Joey Belterman (Amsterdam, 18 agosto 1993) è un calciatore olandese, centrocampista del RKZVC.

## Carriera

### Club
Ha giocato nella massima serie olandese con l'Heracles Almelo, con cui ha esordito nella Eredivisie 2011-2012, nella quale ha giocato 3 partite in massima serie; nella stagione 2012-2013 è invece sceso in campo in 6 occasioni, mentre nella stagione 2013-2014 ha giocato altri 2 incontri.
Dal 2014 al 2016 gioca nel Den Bosch, squadra di Eerste Divisie (la seconda serie olandese), con la cui maglia ha anche segnato il suo primo gol in carriera a livello professionistico; nel 2016 si accasa allo Spakenburg.

### Nazionale
Nell'ottobre 2013 ha giocato una partita amichevole con la nazionale Under-20.